# Reyniès
Reyniès település Franciaországban, Tarn-et-Garonne megyében. Lakosainak száma 878 fő (2022. január 1.). Reyniès Corbarieu, Nohic, Orgueil, Saint-Nauphary és Villebrumier községekkel határos.

## Népesség
A település népessége az elmúlt években az alábbi módon változott:
| Lakosok száma | 894  | 863  | 882  | 860  | 861  | 862  | 874  | 879  | 878  |
|               | 2013 | 2015 | 2016 | 2017 | 2018 | 2019 | 2020 | 2021 | 2022 |